# Moosylvania
 (avril 2022).
Moosylvania est une île imaginaire sur le lac des Bois, le long de la frontière entre le Canada et les États-Unis, inspirée de la série The Rocky and Bullwinkle Show.

## Histoire
L'île est inhabitée. Elle a le statut de Terra nullius, ni le Canada ni les États-Unis ne la réclament et en font la possession de l'autre pays. Un homme prenant le nom de Bullwinkle J. Moose vient sur l'île, se proclame gouverneur et la baptise "Moosylvania". Mais, après deux semaines, il part en disant : "Après deux semaines ici, n'importe où est un paradis."
Dans l'arc narratif de la fin de la série, le Fearless Leader, le chef de Pottsylvania, état d'Europe de l'est, tente de détruire Moosylvania. Le complot est déjoué lorsque Bullwinkle, qui allait couler avec son pays, demande du chewing-gum à Rocky, l'écureuil a l'idée de faire des ballons pour soulever Moosylvania. Le plan fonctionne et Moosylvania est sauvé.
À l'automne 1962, Jay Ward, producteur de The Rocky and Bullwinkle Show, décidé de faire campagne pour un État de Moosylvania. Il envoie Skip Craig acheter une île au Minnesota. Craig ne trouve pas de vendeur aux États-Unis (la plupart des îles de ce lac sont revendiquées par le Canada), mais réussit à en louer une pour trois ans. Ward et le publicitaire Howard Brandy traversent les États-Unis d'ouest en est dans un van décoré, recueillir des signatures sur une pétition en faveur de Moosylvania. À Washington, D.C., ils demandent un rendez-vous avec John Fitzgerald Kennedy alors que c'est la crise des missiles de Cuba. Ward est expulsé.
Un hymne national de Moosylvania est inclus dans le mini-album A Salute to Moosylvania!! Recorded Live at the Moosylvania Jazz Festival, produit par Jay Ward en 1962.